# Dolar Hongkongu
Dolar Hongkongu (dolar hongkoński) – oficjalna waluta Hongkongu, specjalnej strefy administracyjnej Chińskiej Republiki Ludowej.
Na podstawie przepisów prawa Hongkongu i porozumienia chińsko-brytyjskiego, po przyłączeniu Hongkongu do Chin strefa ta zachowuje autonomię w zakresie emisji pieniądza.
Oznaczeniem kodowym ISO 4217 dolara Hongkongu jest HKD.